# Francis Seymour (1697-1761)
Francis Seymour (1697-23 décembre 1761), de Sherborne House, Dorset, est un propriétaire terrien et homme politique britannique conservateur, qui siège à la Chambre des communes de 1732 à 1741.

## Biographie

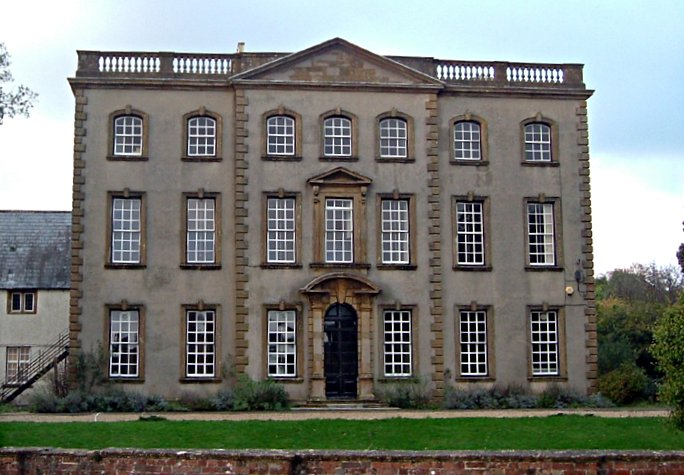
Sherborne House, Dorset

Il est le deuxième fils d'Edward Seymour (5e baronnet) et de son épouse Letitia Popham. En 1728, il hérite des domaines de son grand-oncle paternel Henry Seymour Portman, qui comprend Sherborne House. Il épouse le 30 juillet 1728 sa cousine Elizabeth Popham, veuve d'Edward Montagu (vicomte Hinchingbrooke) (décédée le 20 mars 1761), la fille d'Alexander Popham, de Littlecote House, Wiltshire, député, et l'arrière petite-fille du colonel Alexander Popham.
Il est élu député conservateur de Great Bedwyn lors d'une élection partielle le 29 avril 1732. Aux Élections générales britanniques de 1734 il est élu député de Marlborough. Il ne se représente pas en 1741. À toutes les occasions enregistrées, il vote contre l'administration de Walpole.
Il est décédé le 23 décembre 1761, laissant deux enfants: 
- Mary Seymour, qui épouse John Baily en 1758
- Henry Seymour, de Redland Court, Gloucestershire (1729-1807)